# Yulia Stupak
Yulia Sergueïevna Stupak (en russe : Юлия Сергеевна Ступак), née Belorukova le 21 janvier 1995 à Sosnogorsk, est une fondeuse russe. Elle remporte la médaille de bronze du sprint classique lors des Jeux de 2018 à Pyeongchang. Elle détient également une médaille d'argent mondiale obtenue lors du sprint par équipes des mondiaux 2017 de Lahti et une médaille de bronze avec le relais lors de l'édition 2019 de Seefeld. En 2021, deuxième du Tour de ski, elle occupe le même rang au classement général de la Coupe du monde derrière Jessica Diggins et est médaillée d'argent en relais aux Championnats du monde à Oberstdorf.

## Biographie
Elle court ses premières compétitions officielles de la FIS en 2011. Sa première sélection a lieu au Festival olympique d'hiver de la jeunesse européenne 2013, où Belorukova se place trois fois dans le top dix, dont cinquième au sprint. En fin d'année 2013, elle gagne une manche de la Coupe d'Europe de l'est, un cinq kilomètres classique.
Aux Championnats du monde junior 2014, elle remporte la médaille de bronze au sprint libre  et la médaille d'argent au relais.
Elle démarre en Coupe du monde un mois plus tard à Lahti sur un sprint libre où elle finit 47e. Ensuite, au sprint de Drammen classique, elle récolte ses premiers points (25e).
Aux Championnats du monde des moins de 23 ans 2015, elle remporte deux nouvelles médailles d'argent, en sprint, battue par l'Allemande Victoria Carl et en relais, où elle est associée à Yana Kirpichenko, Natalia Nepryaeva et Anastasia Sedova.
Elle revient en Coupe du monde en 2015-2016 où elle obtient une place dans les quinze premières au Ski Tour Canada (14e à Montréal).
Au début de la saison 2016-2017, elle est finaliste pour la première fois d'un sprint avec une sixième place à Ruka. Elle termine à cette même place à Lillehammer lors du sprint du Nordic Opening où elle se classe 20e du classement général. Début janvier, elle remporte le sprint par équipes de Toblach avec  Natalia Matveeva.
Lors des mondiaux 2017 à Lahti, elle obtient sa première médaille dans un grand championnat en terminant deuxième du sprint par équipes où elle est associée à Natalia Matveeva, la victoire revenant aux Norvégiennes Heidi Weng et Maiken Caspersen Falla.
Elle termine à la troisième place du premier sprint de la coupe du monde 2017-2018, le sprint classique du Ruka Triple, derrière la Suédoise Stina Nilsson et l'Américaine Sadie Bjornsen.  Elle termine ce mini-tour à la quatorzième place. Aux Jeux olympiques de 2018 à PyeongChang, elle termine à la 18e place du skiathlon remporté par Charlotte Kalla. Lors du sprint classique, elle remporte la médaille de bronze derrière les deux favorites de la compétition, Stina Nilsson et Maiken Caspersen Falla. Prenant la suite de Natalia Nepryaeva sur le relais 4 × 5 km, elle remporte avec également Anastasia Sedova puis Anna Nechaevskaya la troisième place.

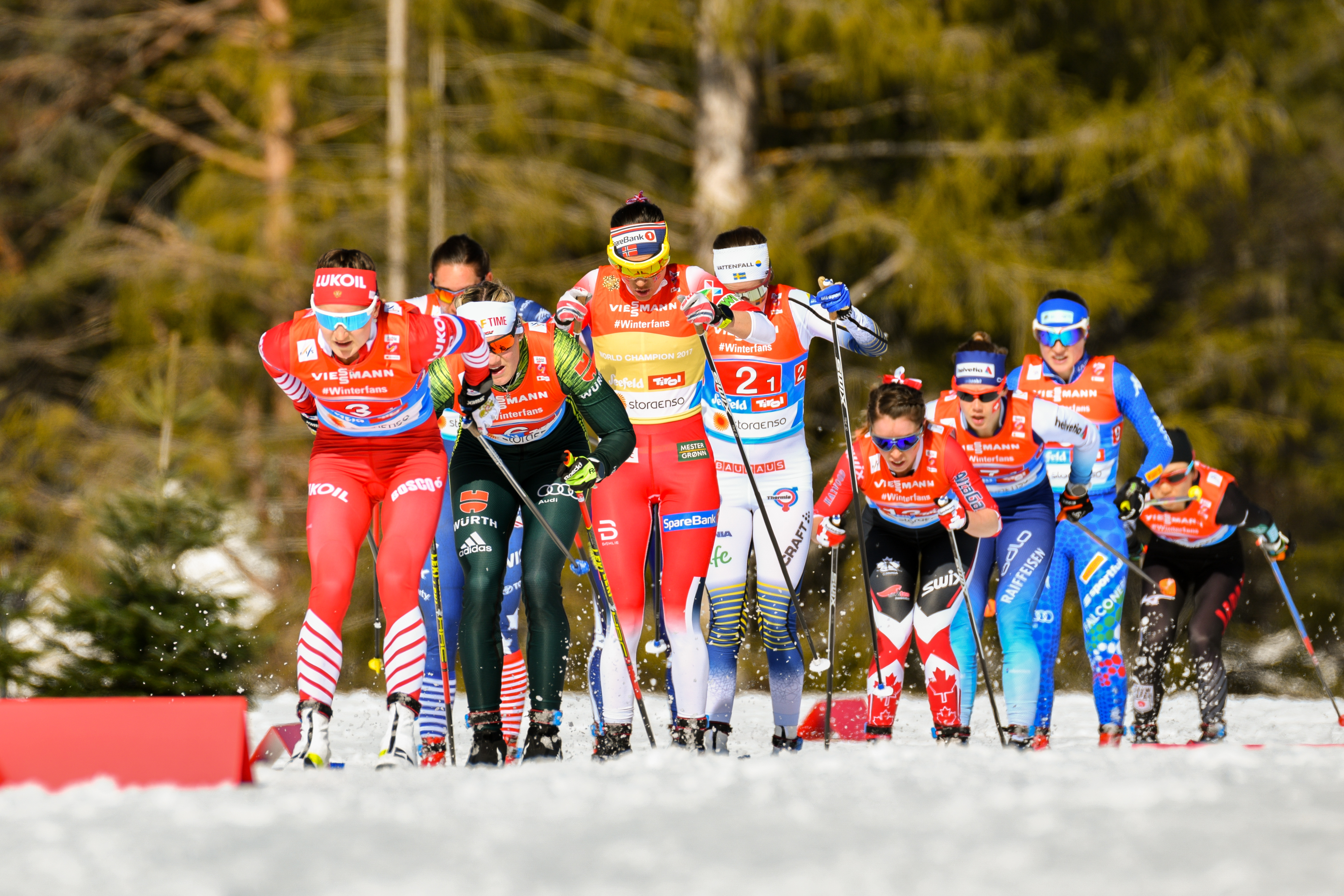
Yulia Belorukova (ici en tête), lors du relais des championnats du monde 2019.

Elle remporte sa première victoire en coupe du monde lors de la première course de la saison 2018-2019, un sprint classique à Ruka. Elle termine ensuite onzième du classement général du Nordic Opening disputé à Lillehammer. Elle termine ensuite cinquième du tour de ski, où ses meilleurs résultats sont deux quatrième place, sur le sprint de Toblach et sur la poursuite d'Oberstdorf. Lors de la dernière course avant les mondiaux, elle obtient une quatrième place d'un dix kilomètres à Cogne. Aux championnats du monde de Seefeld, elle termine 19e du sprint, puis douzième du dix kilomètres. La paire qu'elle forme avec Natalia Nepryaeva sur le sprint par équipes termine à la quatrième place. Lors du relais, elle est alignée en première position, sur le parcours classique, l'équipe russe, également formée de Anastasia Sedova, Anna Nechaevskaya et Natalia Nepryaeva remportant la médaille de bronze.
Elle ne dispute pas la saison suivante en raison d'une maternité. Pour son retour à la compétition dans des courses de rentrée à Tioumen, elle remporte un sprint puis termine troisième d'une course de distance. Elle retrouve le circuit de la coupe du monde à l'occasion du Rula triple, compétition dont elle termine 21e du général. Lors de l'étape de Davos, elle s'incline en demi-finale du sprint avant de terminer deuxième du dix kilomètres derrière l'Américaine Rosie Brennan. Elle obtient ensuite un podium lors du sprint par équipes de Dresde où elle fait équipe avec Natalia Nepryaeva, la paire russe terminant deuxième derrière la paire suisse Nadine Fähndrich-Laurien van der Graaff. Treizième du sprint de Val Müstair, étape d'ouverture du Tour de ski, elle termine le lendemain deuxième de la mass-start, derrière la Suédoise Linn Svahn et devant l'Américaine Jessica Diggins. Elle termine ensuite cinquième de la poursuite. Sur le site de Toblach, elle prend la quatrième place du dix kilomètres, puis s'impose lors de la poursuite en style classique, devançant au sprint la Suédoise Ebba Andersson et Jessica Diggins, pour occuper alors la troisième place du général du tour à 58 s de Diggins. Quatrième de la dernière étape, la montée de l'Alpe Cermis, elle termine à la deuxième place du général du Tour, à 1 min 24 s de Diggins. Pour son retour à la compétition, elle termine douzième d'un dix kilomètres à Falun, avant de terminer deuxième le lendemain de la mass-start, derrière Linn Svahn et devant Therese Johaug.

## Palmarès

### Jeux olympiques
| Épreuve / Édition | Sprint                           | Sprint                              | 10 km                            | 10 km                            | Skiathlon 2 × 7,5 km | 30 km | Relais                              | Relais                              |
| Épreuve / Édition | libre                            | classique                           | libre                            | classique                        | Skiathlon 2 × 7,5 km | 30 km | Sprint                              | 4 × 5 km                            |
| Pyeongchang 2018  | Épreuve inexistante à cette date | Médaille de bronze, Jeux olympiques | —                                | Épreuve inexistante à cette date | 18e                  | —     | 9e                                  | Médaille de bronze, Jeux olympiques |
| Pékin 2022        | 16e                              | Épreuve inexistante à cette date    | Épreuve inexistante à cette date | 7e                               | 24e                  | —     | Médaille de bronze, Jeux olympiques | Médaille d'or, Jeux olympiques      |

Légende :
- : première place, médaille d'or
- : deuxième place, médaille d'argent
- : troisième place, médaille de bronze
- : pas d'épreuve
- — : Non disputée par Stupak

### Championnats du monde
Yulia Belorukova participe à ses premiers Mondiaux en 2017 à Lahti. Elle remporte trois médailles dans des épreuves collectives entre l'édition 2017 et 2021.
| Épreuve / Édition | Sprint                           | Sprint                           | 10 km                            | 10 km                            | Skiathlon 2 × 7,5 km | 30 km | Relais                   | Relais                    |
| Épreuve / Édition | libre                            | classique                        | libre                            | classique                        | Skiathlon 2 × 7,5 km | 30 km | Sprint                   | 4 × 5 km                  |
| Lahti 2017        | 10e                              | Épreuve inexistante à cette date | Épreuve inexistante à cette date | —                                | —                    | —     | Médaille d'argent, monde | 5e                        |
| Seefeld 2019      | 19e                              | Épreuve inexistante à cette date | Épreuve inexistante à cette date | 12e                              | —                    | —     | 4e                       | Médaille de bronze, monde |
| Obertsdorf 2021   | Épreuve inexistante à cette date | 13e                              | 29e                              | Épreuve inexistante à cette date | 11e                  | —     | 4e                       | Médaille d'argent, monde  |

Légende :
- : première place, médaille d'or
- : deuxième place, médaille d'argent
- : troisième place, médaille de bronze
- : pas d'épreuve
- — : Non disputée par Stupak

### Coupe du monde
- Meilleur classement général : 2e en 2021.
- 6 podiums individuels : 2 victoires, 3 deuxièmes places et 1 troisième place.
- 3 podiums par équipes : 2 victoires et 1 deuxième place.

#### Courses par étapes
- 3 podiums, dont 1 victoire d'étape.
- Nordic Opening : 1 podium d'étape.
- Tour de ski : 1 victoire (en 2020-2021) et 1 deuxième place.

#### Détail des victoires
| Épreuve / Édition | Sprint | Sprint    | 10 km | 10 km     | Skiathlon 2 × 7,5 km | 30 km | 30 km     | Tour de ski ou Finales ou Nordic Opening |
| Épreuve / Édition | Libre  | Classique | Libre | Classique | Skiathlon 2 × 7,5 km | Libre | Classique | Tour de ski ou Finales ou Nordic Opening |
| 2018-19           |        | Ruka      |       |           |                      |       |           |                                          |
| 2020-21           |        |           |       | Engadine  |                      |       |           |                                          |

##### Victoires d'étapes
| Date           | Lieu     | pays   | Compétition | Discipline  |
| -------------- | -------- | ------ | ----------- | ----------- |
| 6 janvier 2021 | Dobbiaco | Italie | Tour de Ski | 10 km TC HS |

Légende :

TC = classique

TL = libre

MS = départ en masse

HS = départ avec handicap

PU = poursuite

#### Classements détaillés
| Saison / Épreuve | Général | Général | Distance | Distance | Sprint | Sprint | Tour de ski depuis 2007 | Finales depuis 2008 Ski tour Canada (2016) | Nordic Opening depuis 2011 |
| ---------------- | ------- | ------- | -------- | -------- | ------ | ------ | ----------------------- | ------------------------------------------ | -------------------------- |
| Saison / Épreuve | Place   | Points  | Place    | Points   | Place  | Points | Tour de ski depuis 2007 | Finales depuis 2008 Ski tour Canada (2016) | Nordic Opening depuis 2011 |
| 2015             | 108e    | 6       | -        | -        | 71e    | 6      | —                       | Épreuve inexistante à cette date           | —                          |
| 2016             | 39e     | 125     | 34e      | 52       | 45e    | 33     | —                       | 21e                                        | 31e                        |
| 2017             | 32e     | 201     | 52e      | 40       | 18e    | 121    | —                       | 22e                                        | 20e                        |
| 2018             | 29e     | 222     | 39e      | 70       | 19e    | 112    | —                       | 29e                                        | 14e                        |
| 2019             | 8e      | 853     | 8e       | 385      | 12e    | 250    | 5e                      | 50e                                        | 11e                        |
| 2021             | 2e      | 1079    | 3e       | 619      | 16e    | 120    | 2e                      | Épreuve inexistante à cette date           | 21e                        |

### Championnats du monde junior
| Épreuve / Édition           | Sprint                           | Sprint                    | 5 km                             | 5 km                             | Skiathlon | Relais                   |
| Épreuve / Édition           | libre                            | classique                 | libre                            | classique                        | Skiathlon | Relais                   |
| Mondiaux 2014 Val di Fiemme | Épreuve inexistante à cette date | Médaille de bronze, monde | Épreuve inexistante à cette date | 6e                               | 7e        | Médaille d'argent, monde |
| Mondiaux 2015 Almaty        | Épreuve inexistante à cette date | Médaille d'argent, monde  | 5e                               | Épreuve inexistante à cette date | 20e       | Médaille d'argent, monde |

### Coupe d'Europe de l'est
- 3e du classement général en 2014.
- 1 victoire.